# Dividenda
Dividenda  je udeležba pri dobičku podjetja, ki pripada lastnikom delnic delniške družbe. Dividende se po navadi izdaja enkrat letno, lahko pa se podjetje odloči tudi drugače ali pa dividend sploh ne izplača. Odvisno je od dobička in strateških ciljev. Do izplačila dividend pride, ker želi podjetje svojim lastnikom izplačati ustvarjen dobiček. Dobiček lahko investirajo tudi v nove naložbe. Večina delniških družb uporablja kombinacijo obeh načinov porabe dobička.

## Dividende

### Upravičenost do dividende
Do izplačila dividend so upravičeni vsi, ki so na presečni dan za upravičenost do dividende vpisani v delniški knjigi kot lastniki delnic. 

#### Presečni dan v delniški knjigi za upravičenost do dividende
Presečni dan v delniški knjigi za upravičenost do dividende določi uprava podjetja na skupščini delničarjev. Tega dne se po koncu trgovanja lastnikom delnic pripiše pravica do izplačila dividende. Vedeti pa moramo, da se v Sloveniji sprememba lastništva v delniški knjigi zavede šele dva trgovalna dneva po nakupu na borzi.

#### Prvi trgovalni dan brez upravičenja do dividende
To je prvi trgovalni dan na borzi, ko z nakupom delnic nimamo več pravice do izplačila dividende. Če je presečni dan v delniški knjigi za upravičenost do dividende petek, 28.11.2008, je prvi trgovalni dan brez upravičenja do dividende četrtek, 27.11.2008

#### Rok izplačila dividende
Rok izplačila dividende je datum, do katerega morajo biti dividende izplačane. Lahko so izplačane kadarkoli do tega datuma.

### Vrednost dividende
Vrednost dividende je odvisna od zneska, ki ga delniška družba nameni izplačilu dividend, in od števila vseh delnic. Če je podjetje izdalo n delnic, znesek za izplačilo dividend pa znaša s evrov, je vrednost dividende s/n evrov. Če imamo v lasti več kot eno delnico, je naš prejemek enak vrednosti dividende, pomnožen s številom delnic.

### Tipi izplačil

#### V denarju
Izplačilo dividende v denarju je najpogostejša oblika izplačila. Denar podjetje oz. banka, ki jo podjetje poblasti za izplačilo dividend, nakaže na bančni račun upravičencev ali pa ga upravičenci dvignejo pri bančnem okencu.

#### Nove delnice
Namesto izplačila v denarju lahko upravičenci prejmejo nove delnice podjetja v protivrednosti višine dividende. Pogosto se ta način izplačevanja dividend uporablja pri preoblikovanju delniške družbe v vzajemni sklad. Upravičenci namesto denarja dobijo nove točke vzajemnega sklada.

#### Boni
Podjetje se lahko odloči tudi za izplačilo dividend v obliki bonov, ki so po navadi vnovčljivi v njihovih prodajalnah.